# Orygmalpheus polites
Orygmalpheus polites is een garnalensoort uit de familie van de Alpheidae. De wetenschappelijke naam van de soort is voor het eerst geldig gepubliceerd in 2000 door De Grave & Anker.